# Lista siturilor arheologice din județul Sălaj - S
Lista siturilor arheologice din județul Sălaj - S conține toate siturile arheologice din județul Sălaj înscrise în Repertoriul Arheologic Național (RAN) și aflate în localități al căror nume începe cu litera S. RAN este administrat de Ministerul Culturii și Patrimoniului Național și cuprinde date științifice, cartografice, topografice, imagini și planuri, precum și orice alte informații privitoare la zonele cu potențial arheologic, studiate sau nu, încă existente sau dispărute.
Puteți căuta un sit din localitățile care încep cu litera S folosind formularul de mai jos sau puteți naviga prin toate siturile din județ la Lista siturilor arheologice din județul Sălaj.
| Cod RAN                                   | Denumire | Localitate                                          | Adresă                       | Datare                          | Descoperit | Coordonate                                              | Imagine           | Erori            |
| ----------------------------------------- | --- | --------------------------------------------------- | ---------------------------- | ------------------------------- | ---------- | ------------------------------------------------------- | ----------------- | ---------------- |
| 140538.01.01 (Cod LMI: SJ-I-s-B-04958)    | Așezarea din epoca bronzului de la Sighetu Silvaniei - "Fântâna Ursului" / ansamblu anonim (Categorie: locuire civilă) (Tip: Așezare) | sat Sighetu Silvaniei, comuna Chieșd                | Fântâna Ursului              | Cehăluț                         |            |                                                         | Încărcați imagine | Raportați eroare |
| 141009.01.01 (Cod LMI: SJ-I-s-B-04954)    | Situl arheologic de la Sâncraiu Silvaniei - "Barázdahát" / ansamblu anonim (Categorie: locuire civilă) (Tip: Așezare)                 | sat Sâncraiu Silvaniei, comuna Dobrin               | Barázdahát                   | Suciu de Sus                    |            |                                                         | Încărcați imagine | Raportați eroare |
| 141009.01.02 (Cod LMI: SJ-I-s-B-04954)    | Situl arheologic de la Sâncraiu Silvaniei - "Barázdahát" / ansamblu anonim (Categorie: locuire civilă) (Tip: neprecizat)              | sat Sâncraiu Silvaniei, comuna Dobrin               | Barázdahát                   | Tiszapolgár                     |            |                                                         | Încărcați imagine | Raportați eroare |
| 141009.02.01 (Cod LMI: SJ-I-s-B-04955)    | Situl arheologic de la Sâncraiu Silvaniei - "Laz" / ansamblu anonim (Categorie: locuire civilă) (Tip: Așezare)                        | sat Sâncraiu Silvaniei, comuna Dobrin               | Laz                          | geto-dacică                     |            |                                                         | Încărcați imagine | Raportați eroare |
| 141009.02.02 (Cod LMI: SJ-I-m-B-04955.01) | Situl arheologic de la Sâncraiu Silvaniei - "Laz" / ansamblu anonim (Categorie: locuire civilă) (Tip: Așezare)                        | sat Sâncraiu Silvaniei, comuna Dobrin               | Laz                          |                                 |            |                                                         | Încărcați imagine | Raportați eroare |
| 141009.02.03 (Cod LMI: SJ-I-m-B-04955.02) | Situl arheologic de la Sâncraiu Silvaniei - "Laz" / ansamblu anonim (Categorie: locuire civilă) (Tip: Așezare)                        | sat Sâncraiu Silvaniei, comuna Dobrin               | Laz                          | sec. II - III                   |            |                                                         | Încărcați imagine | Raportați eroare |
| 141009.02.04 (Cod LMI: SJ-I-m-B-04955.03) | Situl arheologic de la Sâncraiu Silvaniei - "Laz" / ansamblu anonim (Categorie: locuire civilă) (Tip: Așezare)                        | sat Sâncraiu Silvaniei, comuna Dobrin               | Laz                          | Suciu de Sus                    |            |                                                         | Încărcați imagine | Raportați eroare |
| 140431.01.01 (Cod LMI: SJ-I-m-B-04863.03) | Turnul roman de la Sângeorgiu de Meseș - "La Dealul Boului" / ansamblu anonim (Categorie: fortificație) (Tip: Turn)                   | sat Sângeorgiu de Meseș, comuna Buciumi             | La Dealul Boului             | romană sec. II - III            |            |                                                         | Încărcați imagine | Raportați eroare |
| 140431.02 (Cod LMI: SJ-I-s-B-04863.04)    | Turnul roman de la Sângeorgiu de Meseș - "Măgurița" (Categorie: fortificație) (Tip: turn)                                             | sat Sângeorgiu de Meseș, comuna Buciumi             | Măgurița                     | sec. II - III                   |            |                                                         | Încărcați imagine | Raportați eroare |
| 140431.02.01 (Cod LMI: SJ-I-s-B-04863.04) | Turnul roman de la Sângeorgiu de Meseș - "Măgurița" / ansamblu anonim (Categorie: fortificație) (Tip: Turn)                           | sat Sângeorgiu de Meseș, comuna Buciumi             | Măgurița                     | romană sec. II - III            |            |                                                         | Încărcați imagine | Raportați eroare |
| 140066.01 (Cod LMI: SJ-I-s-B-04959)       | Situl arheologic de la Stana- Fabrica lui Fell (Categorie: locuire civilă) (Tip: așezare)                                             | sat Stana, comuna Almașu                            | Fabrica lui Fell (Fellegyar) |                                 |            |                                                         | Încărcați imagine | Raportați eroare |
| 140066.01.01 (Cod LMI: SJ-I-m-B-04959.02) | Situl arheologic de la Stana- Fabrica lui Fell / ansamblu anonim (Categorie: locuire civilă) (Tip: Așezare)                           | sat Stana, comuna Almașu                            | Fabrica lui Fell (Fellegyar) |                                 |            |                                                         | Încărcați imagine | Raportați eroare |
| 140066.01.02 (Cod LMI: SJ-I-m-B-04959.01) | Situl arheologic de la Stana- Fabrica lui Fell / ansamblu anonim (Categorie: locuire civilă) (Tip: Așezare)                           | sat Stana, comuna Almașu                            | Fabrica lui Fell (Fellegyar) |                                 |            |                                                         | Încărcați imagine | Raportați eroare |
| 141562.01.01 (Cod LMI: SJ-I-s-B-04960.01) | Turnul roman de la Stârciu - "Dealul Secuiului" / ansamblu anonim (Categorie: fortificație) (Tip: Turn)                               | sat Stârciu, comuna Horoatu Crasnei                 | Dealul Secuiului             | romană sec. II - III            |            |                                                         | Încărcați imagine | Raportați eroare |
| 141562.02.01 (Cod LMI: SJ-I-s-B-04960.02) | Turnul roman de la Stârciu - "Frapsin" / ansamblu anonim (Categorie: fortificație) (Tip: Turn)                                        | sat Stârciu, comuna Horoatu Crasnei                 | Frapsin                      | romană sec. II - III            |            |                                                         | Încărcați imagine | Raportați eroare |
| 142783.01.01 (Cod LMI: SJ-I-s-B-04962.01) | Turnul roman de la Surduc - "Podinicu deasupra tunărului" / ansamblu anonim (Categorie: fortificație) (Tip: Turn)                     | sat Surduc, comuna Surduc                           | Podinicu deasupra tunărului  | romană sec. II - III            |            |                                                         | Încărcați imagine | Raportați eroare |
| 142783.02.01 (Cod LMI: SJ-I-s-B-04962.02) | Turnul roman de la Surduc / ansamblu anonim (Categorie: fortificație) (Tip: Turn)                                                     | sat Surduc, comuna Surduc                           |                              | romană sec. II - III            |            |                                                         | Încărcați imagine | Raportați eroare |
| 142783.02.02 (Cod LMI: SJ-I-s-B-04962.02) | Turnul roman de la Surduc / ansamblu anonim (Categorie: fortificație) (Tip: neprecizat)                                               | sat Surduc, comuna Surduc                           |                              |                                 |            |                                                         | Încărcați imagine | Raportați eroare |
| 143183.01.01 (Cod LMI: SJ-I-s-A-04964)    | Castrul roman de la Sutoru - "Gura Căpușului" / ansamblu anonim (Categorie: locuire militară) (Tip: Castru)                           | sat Sutoru, comuna Zimbor                           | Gura Căpușului               | romană sec. II - III            |            | 46°59′22″N 23°14′34″E / 46.9894222222°N 23.2428666667°E | Încărcați imagine | Raportați eroare |
| 143183.01.02 (Cod LMI: SJ-I-s-A-04964)    | Castrul roman de la Sutoru - "Gura Căpușului" / ansamblu anonim (Categorie: locuire militară) (Tip: Vicus)                            | sat Sutoru, comuna Zimbor                           | Gura Căpușului               | sec. II - III                   |            | 46°59′22″N 23°14′34″E / 46.9894222222°N 23.2428666667°E | Încărcați imagine | Raportați eroare |
| 143183.01.03 (Cod LMI: SJ-I-s-A-04964)    | Castrul roman de la Sutoru - "Gura Căpușului" / ansamblu anonim (Categorie: locuire militară) (Tip: Așezare)                          | sat Sutoru, comuna Zimbor                           | Gura Căpușului               |                                 |            | 46°59′22″N 23°14′34″E / 46.9894222222°N 23.2428666667°E | Încărcați imagine | Raportați eroare |
| 141562.03.01 (Cod LMI: SJ-I-s-B-20250)    | Cetatea Latene de la Stârciu - "Cetățuie" / ansamblu anonim (Categorie: locuire civilă) (Tip: Cetate)                                 | sat Stârciu, comuna Horoatu Crasnei                 | Cetățuie                     | sec. I a. Chr. - sec. I p. Chr. | 1969       | 47°05′00″N 22°55′00″E / 47.08333°N 22.91667°E           | Încărcați imagine | Raportați eroare |
| 143003.01.01                              | Situl arheologic de la Sub Cetate / ansamblu anonim (Categorie: locuire civilă) (Tip: Așezare fortificată)                            | sat Sub Cetate, comuna Valcău de Jos                | Cetate                       |                                 |            | 47°06′25″N 22°41′25″E / 47.10695°N 22.69028°E           | Încărcați imagine | Raportați eroare |
| 143003.01.02                              | Situl arheologic de la Sub Cetate / ansamblu anonim (Categorie: locuire civilă) (Tip: Așezare fortificată)                            | sat Sub Cetate, comuna Valcău de Jos                | Cetate                       |                                 |            | 47°06′25″N 22°41′25″E / 47.10695°N 22.69028°E           | Încărcați imagine | Raportați eroare |
| 143192.01                                 | Așchie din obsidian neolitică de la Sâncraiu Almașului (Categorie: descoperire izolată) (Tip: obiect izolat)                          | sat Sâncraiu Almașului, comuna Zimbor               |                              |                                 |            |                                                         | Încărcați imagine | Raportați eroare |
| 142621.01                                 | Obiect neolitic la Sâg (Categorie: descoperire izolată) (Tip: obiect izolat)                                                          | sat Sâg, comuna Sâg                                 |                              |                                 |            |                                                         | Încărcați imagine | Raportați eroare |
| 142685.01                                 | Topoare și nucleu din obsidian neolitice de la Sânmihaiu Almașului - "Zsarno" (Categorie: descoperire izolată) (Tip: obiect izolat)   | sat Sânmihaiu Almașului, comuna Sânmihaiu Almașului | Zsarno                       |                                 |            |                                                         | Încărcați imagine | Raportați eroare |
| 141508.01.01                              | Așezarea neolitică de la Sânpetru Almașului- Cârcu / ansamblu anonim (Categorie: locuire civilă) (Tip: Așezare)                       | sat Sânpetru Almașului, comuna Hida                 | Cârcu                        |                                 |            |                                                         | Încărcați imagine | Raportați eroare |
| 141562.04                                 | Vas neolitic la Stârciu - "Valea Morii" (Categorie: descoperire izolată) (Tip: obiect izolat)                                         | sat Stârciu, comuna Horoatu Crasnei                 | Valea Morii - Holdele Lungi  |                                 |            |                                                         | Încărcați imagine | Raportați eroare |
| 139722.01                                 | Daltă neolitică de la Stâna (Categorie: descoperire izolată) (Tip: obiect izolat)                                                     | localitate componentă Stâna, municipiul Zalău       |                              |                                 |            |                                                         | Încărcați imagine | Raportați eroare |
| 141303.01                                 | Obiect neolitic la Solomon (Categorie: descoperire izolată) (Tip: obiect izolat)                                                      | sat Solomon, comuna Gârbou                          |                              |                                 |            |                                                         | Încărcați imagine | Raportați eroare |
| 141517.01.01                              | Așezarea eneolitică de la Stupini - "Dealul Stupinilor" / ansamblu anonim (Categorie: locuire civilă) (Tip: Așezare)                  | sat Stupini, comuna Hida                            | Dealul Stupinilor            | Tiszapolgár                     |            |                                                         | Încărcați imagine | Raportați eroare |
| 143003.02.01 (Cod LMI: SJ-II-a-B-05116)   | Ruinele cetății Valcăului de la Subcetate / ansamblu Ruinele cetății Valcăului (Categorie: fortificație) (Tip: Cetate)                | sat Sub Cetate, comuna Valcău de Jos                |                              | sec. XIII - XVII                |            |                                                         | Încărcați imagine | Raportați eroare |